# Czapka

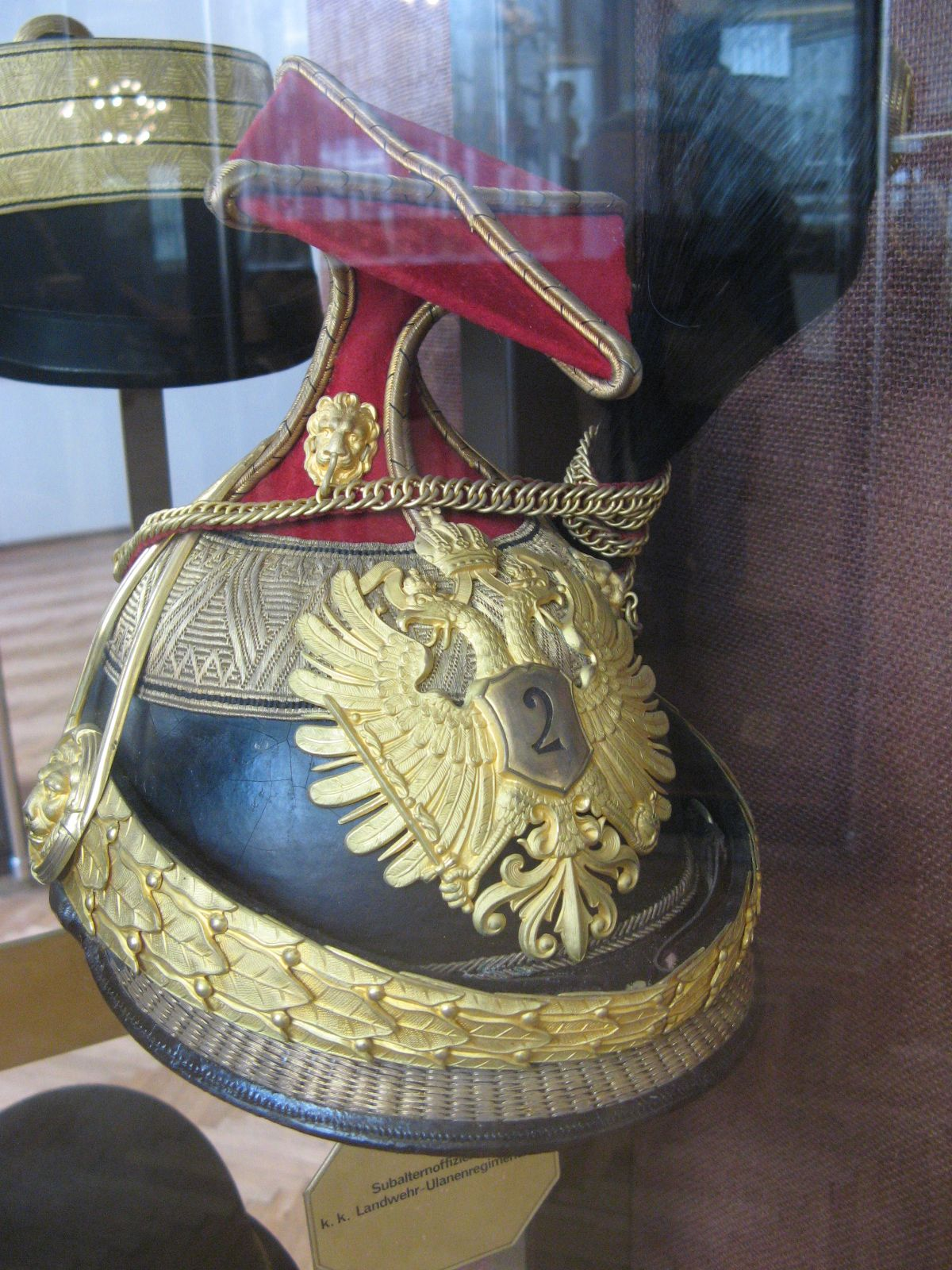
Czapka (Tschapka) del 2º Reggimento ulani austro-ungarico

La czapka è un caratteristico copricapo a quadricorno, adottato in origine dagli ulani polacchi ed estesosi fra la fine del settecento e dell'Ottocento, con fogge simili, in varie forze armate europee.
Nella forma classica consiste in un alto elmo dotato di visiera e senza coprinuca, sormontato da una cima piatta a forma di losanga o rombo con la stessa funzione della cresta degli elmi della cavalleria pesante, cioè di accrescere l'imponenza del cavaliere e proteggerlo dai fendenti di sciabola.
Molto probabilmente fu concepito adattando allo sciaccò la foggia del berretto del costume tradizionale polacco.
Pur se in uso negli eserciti prussiano e austriaco, la sua diffusione fu facilitata dalla creazione di reparti di ulani polacchi nelle armate napoleoniche, diventando una figura familiare nella iconografia militare francese.
Di conseguenza quasi tutti gli eserciti europei e del Sudamerica del tempo crearono reparti di ulani o lancieri con uniformi di disegno polacco e, conseguentemente, ne adottarono il copricapo.
Il suo uso declinò dalla fine della prima guerra mondiale sopravvivendo in alcune uniformi da cerimonia. La Polonia del primo dopoguerra adottò per le sue truppe un berretto, la rogatywka, che univa al disegno del copricapo da fatica dell'esercito austro-ungarico la forma quadrangolare della calotta della czapka. Nel Regno delle Due Sicilie questo caratteristico copricapo venne utilizzato dai Lancieri napoletani.
Per un breve periodo del primo ottocento i carabinieri stessi, che nella classificazione dell'Armata Sarda erano considerati reparti montati, cioè di cavalleria, adottarono, nell'uniforme da fatica, un berretto ispirato alla czapka.